# 丸尾玲寿里
丸尾 玲寿里（まるお れすり、英語: Les Maruo、1996年2月14日 - ）は、静岡県出身のアメリカンフットボール選手。カナディアン・フットボール・リーグ（CFL）のウィニペグ・ブルーボマーズに所属している。ポジションはラインバッカー（LB）。

## 経歴
三重県四日市市生まれ、3歳で静岡県に移り、10歳でアメリカ合衆国カンザス州ウィチタへ移った。2014年にハッチンソン・コミュニティカレッジに進学する。2016年にテキサス大学サンアントニオ校（UTSA）に進学し、3年間プレーした。最終学年の2018年には、12試合で86タックル、4.5ロスタックル、2サック、2ファンブルリカバーという結果を残した。2018年、運動科学の学位を取得して卒業した。2019年にXリーグのアサヒ飲料チャレンジャーズに入団した。2年連続でオールX1エリア選出。
CFLのグローバル・コンバインでは、ベンチプレス28回、40ヤード走4.77秒という好成績を収めた。2021年4月15日、2021CFLグローバルドラフトにてCFLのウィニペグ・ブルーボマーズから1巡4位で指名を受けた。開幕ロースター入りを果たし、8月6日のハミルトン・タイガーキャッツ戦（開幕戦）にて、日本人初のCFL試合出場を果たした。

## 人物
母が日本人、父がスコットランド人のハーフ。父は丸尾が3歳の頃に交通事故で亡くなっている。